# Sobór Uspieński w Moskwie
Sobór Uspieński (ros. Успенский Собор, Успенский собор Московского кремля), sobór Zaśnięcia Matki Bożej – prawosławna cerkiew w obrębie Kremla w Moskwie, na placu Soborowym. Obiekt został wzniesiony w latach 1475–1479 przez włoskiego architekta Aristotelego Fioravantiego. 

## Historia
Pierwszy sobór na tym miejscu został wybudowany przez Iwana Kalitę około 1326. W połowie wieku XV obiekt ten był już w tak złym stanie technicznym, że konieczna była jego rozbiórka. W 1472 budowę nowej cerkwi rozpoczęli architekci Krywcow i Myszkin. W dwa lata później, gdy była już niemal gotowa, nieoczekiwanie zawaliła się wskutek trzęsienia ziemi. W tej sytuacji Iwan III zaprosił do wykonania nowej budowli bolońskiego architekta Aristotelego Fioravantiego. W 1479 prace nad soborem były ukończone; Fioravanti połączył cechy architektury rosyjskiej z elementami renesansu włoskiego. W tym samym czasie wykonano dekorację wnętrza cerkwi. 
W 1547 w cerkwi został ukoronowany Iwan IV Groźny. Sobór był tradycyjnym miejscem intronizacji patriarchów Rosyjskiego Kościoła Prawosławnego oraz ich pochówku, jak i miejscem koronacji carów rosyjskich od XVII wieku począwszy. Przetrwał panowanie polsko-litewskie w latach 1610–1612, został splądrowany przez wojska Napoleona Bonapartego w 1812. Obiekt nieprzerwanie pełnił funkcje sakralne do momentu wprowadzenia się na Kreml pierwszej Rady Komisarzy Ludowych, z Leninem na czele. Od tamtej pory nabożeństwa w świątyni odbywały się bardzo sporadycznie, a po II wojnie światowej urządzono w niej muzeum, które do tej pory jest gospodarzem obiektu. Od 1990 w cerkwi ponownie odprawiane są nabożeństwa (w ważniejsze święta).

## Architektura
Sobór Uspieński zbudowany jest z białego wapienia i cegieł. Jest przykryty pięcioma złoconymi kopułami. Zewnętrzna dekoracja obiektu, oprócz rzędów płaskorzeźb w kształcie łuków łączonych pilastrami, jest skromna. Wnętrze obiektu wspiera sześć filarów. Wnętrze cerkwi jest bogato dekorowane ikonami i freskami wykonanymi równolegle z budową obiektu przez ikonografa Dionizego oraz freskami wykonanymi w XVII stuleciu. Wśród nich wyróżnia się monumentalne malowidło przedstawiające wniebowzięcie. Były one poddawane konserwacji w XIX wieku oraz w latach 60. XX stulecia. W czasach radzieckich część ikon została przeniesiona do moskiewskiej Galerii Tretiakowskiej. Wysoki na szesnaście metrów ikonostas pochodzi z XIX wieku.

## Galeria

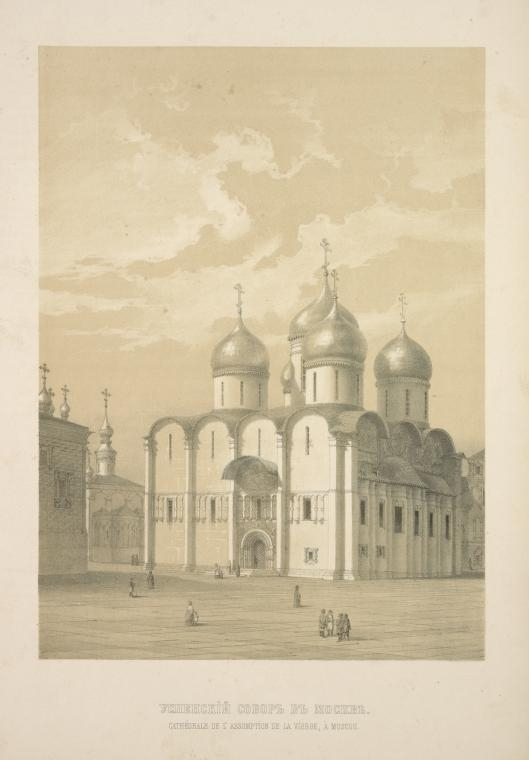
Sobór Uspieński w 1856
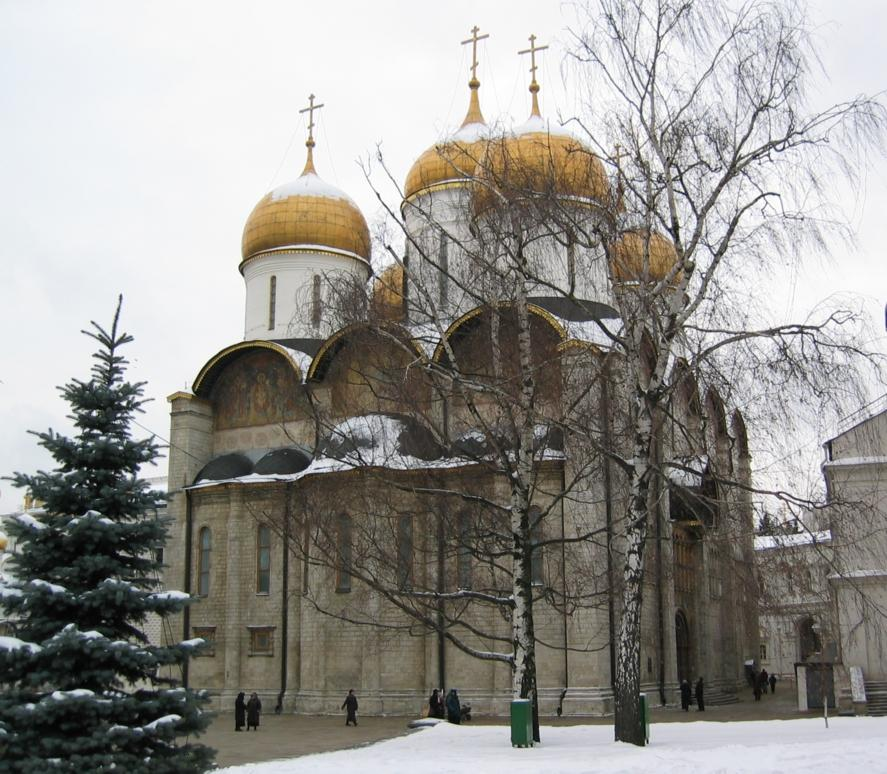
Sobór Uspieński zimą
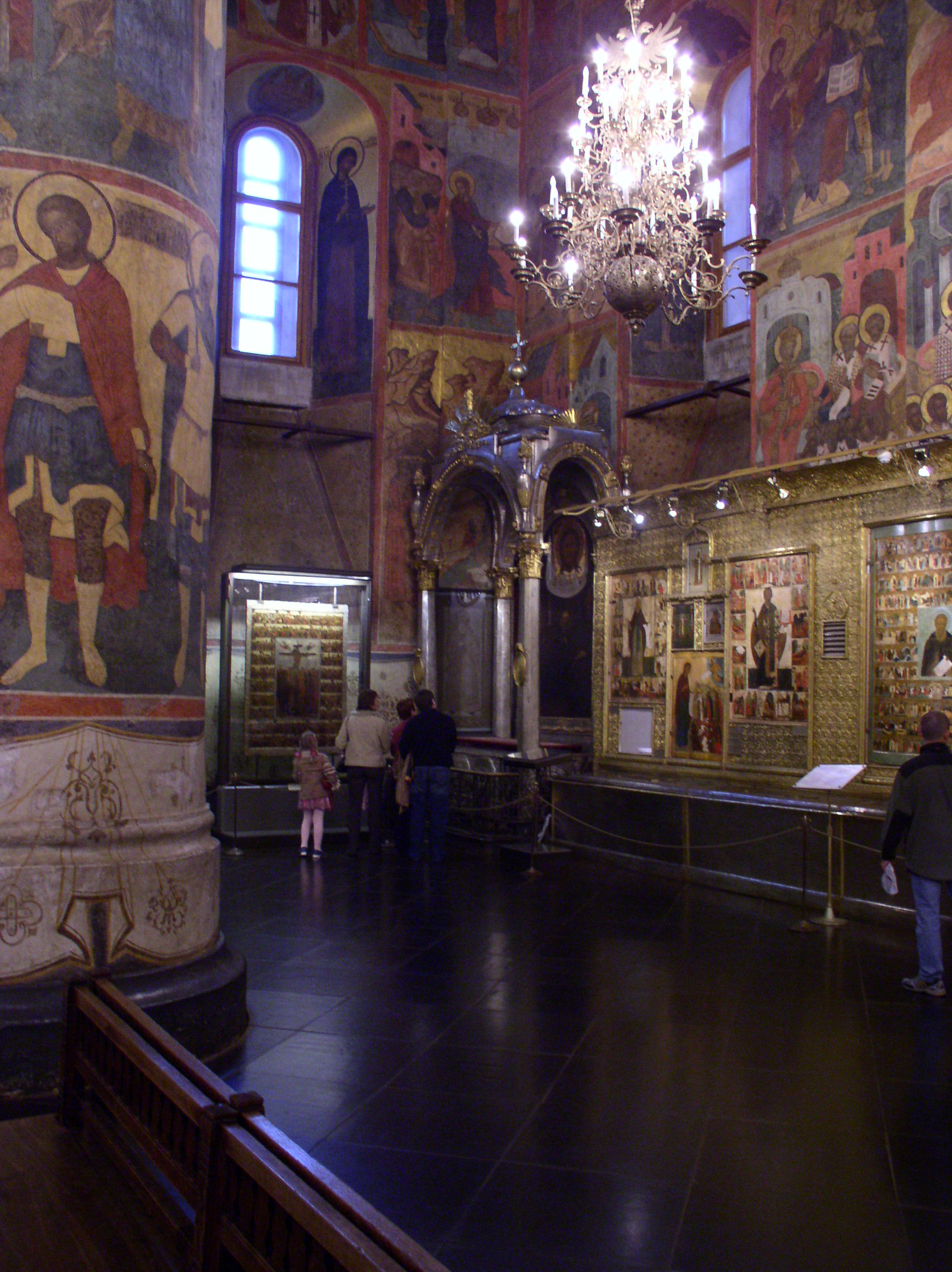
Wystawa w soborze
Północny portal soboru